# Plačlivé pliesko
Plačlivé pliesko případně Plačlivé pleso je největší jezero v Roháčskem kotli v Jamnícke dolině v Západních Tatrách na Slovensku. Má rozlohu 0,0784 ha a je 50 m dlouhé a 25 m široké. Leží v nadmořské výšce 1787 m.

## Okolí
Nachází se v prohlubni obklopené kamením a trávou v horní části Jamnícke doliny v Roháčskem kotli pod Žiarskym sedlem a východní stěnou Plačlivého jižně od Ostrého Roháče. Od ukončení pastvy se v okolí obnovily ostrůvky kosodřeviny. Jižně od něj se v Roháčskem kotli nacházejí další dvě menší jezírka. V roce 1931 bylo prozkoumáno dvojicí polských badatelů Jerzym Młodziejowskim a Tadeuszem Zwolińskim.

## Vodní režim
Pleso nemá povrchový přítok. Odtéká z něj bezejmenný přítok Jamníckeho potoka, který náleží k povodí Váhu.

## Přístup
Pleso není veřejnosti přístupné. Ve vzdálenosti 150 m jižně od něj prochází
- zelená turistická značka z Jamnícke doliny na Žiarske sedlo.